# San Antonio (Nueva Ecija)
San Antonio is een gemeente in de Filipijnse provincie Nueva Ecija op het eiland Luzon. Bij de laatste census in 2007 had de gemeente ruim 67 duizend inwoners.

## Geografie

### Bestuurlijke indeling
San Antonio is onderverdeeld in de volgende 16 barangays:
| - Buliran - Cama Juan - Julo - Lawang Kupang - Luyos - Maugat - Panabingan - Papaya | - Poblacion - San Francisco - San Jose - San Mariano - Santa Barbara - Santa Cruz - Santo Cristo - Tikiw |

## Demografie
San Antonio had bij de census van 2007 een inwoneraantal van 67.446 mensen. Dit zijn 3.774 mensen (5,9%) meer dan bij de vorige census van 2000. De gemiddelde jaarlijkse groei komt daarmee uit op 0,80%, hetgeen lager is dan het landelijk jaarlijks gemiddelde over deze periode (2,04%). Vergeleken met de census van 1995 is het aantal mensen met 11.316 (20,2%) toegenomen.

De bevolkingsdichtheid van San Antonio was ten tijde van de laatste census, met 67.446 inwoners op 153,56 km², 365,5 mensen per km².